# 2,5-二(4-溴苯基)-3,4-二苯基环戊二烯酮
2,5-二(4-溴苯基)-3,4-二苯基环戊二烯酮是一种有机化合物，化学式为C29H18Br2O，它是黑色固体，可由二(4-溴苄基)甲酮和二苯基乙二酮在碱存在下进行双羟醛缩合反应制得。它可用于制备1,4-二(4-溴苯基)-2,3,5,6-四苯基苯。